# Michael Coats
Michael Lloyd Coats (Sacramento, 16 de janeiro de 1946) é um ex-astronauta norte-americano, veterano de três missões no espaço e diretor-geral do Centro Espacial Lyndon Johnson, da NASA, desde dezembro de 2005.

## Biografia
Piloto formado pela Academia Naval em 1968, aos vinte anos, Coats combateu no Sudeste Asiático e no Vietnam entre 1970 e 1972 baseado no porta-aviões USS Kitty Hawk, paticipando de 315 missões de combate. Após servir na guerra, tornou-se piloto de testes e instrutor até ser selecionado como candidato a astronauta pela NASA. Nesta época tinha mais de cinco mil horas de voo em 28 tipos diferentes de aeronaves e acumulava quatrocentas aterrissagens em porta-aviões.
Graduado astronauta em 1979,  Coats participou de três vôos espaciais entre 1984 e 1991. No primeiro deles, em 30 de agosto de 1984, ele foi o o piloto do voo inaugural do ônibus espacial Discovery, numa missão de seis dias em órbita, durante a qual a tripulação lançou três satélites, testou novos equipamentos de fotografia em alta definição e fez experiências sobre o crescimento de cristais em microgravidade, entre outros experimentos.
Em março de 1989 voltou ao espaço como comandante da missão STS-29 da Discovery, para cinco dias e oitenta órbitas em volta da Terra, durante as quais a tripulação fez o lançamento de um satélite de rastreamento, experiências criadas por estudantes norte-americanos sobre a divisão de células de plantas e tirou mais de três mil fotografias, incluindo imagens com  um novo tipo de câmera de cinema, o IMAX. Ao fim de sua segunda missão, ele já havia acumulado 264 horas no espaço.
Em 28 de abril de 1991 partiu de Cabo Canaveral no comando de uma tripulação de sete membros da missão STS-39 para seu último voo espacial. A missão de oito dias, a cargo do Departamento de Defesa dos Estados Unidos, terminou em 6 de março após 134 voltas em órbita da Terra, com Coats atingindo a marca de 463 horas no espaço. 
Michael Coats retirou-se da NASA em fins de 1991 e passou a trabalhar na iniciativa privada, na empresa Lockheed Martin, da qual chegou a ser o vice-presidente de um de seus departamentos de estudos de tecnologia espacial de ponta. Em 2005, voltou à agência para exercer o cargo que ocupa no momento, de diretor do Centro Espacial Lyndon B. Johnson, em Houston, Texas. 